# Diedrocephala bella
Diedrocephala bella är en insektsart som beskrevs av Rodney Ramiro Cavichioli 1986. Diedrocephala bella ingår i släktet Diedrocephala och familjen dvärgstritar. Inga underarter finns listade i Catalogue of Life.